# Anáhuaci kongresszus

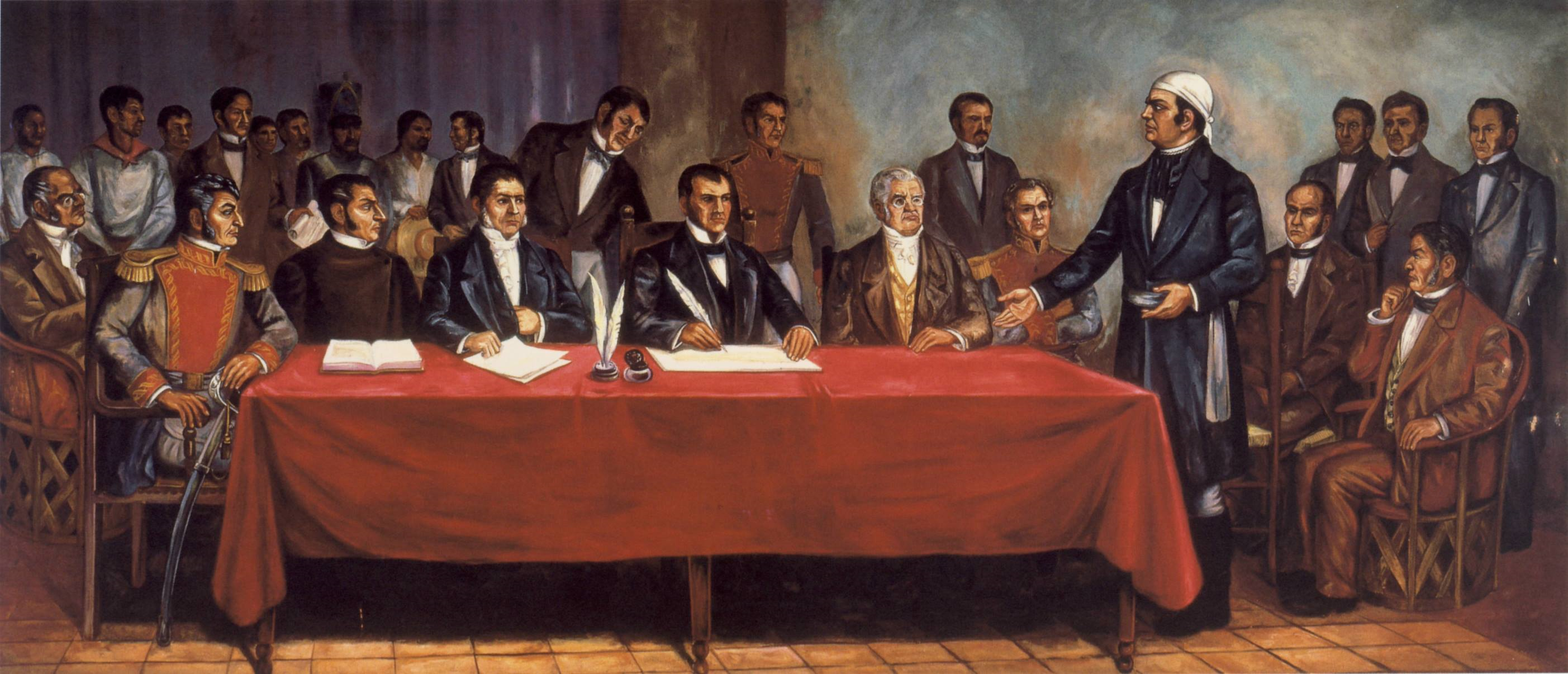
Festmény a kongresszusról. Balról jobbra az asztalnál: Ignacio López Rayón, José Sixto Verduzco, Andrés Quintana Roo, José María Liceaga, Carlos María de Bustamante és állva José María Morelos

Az először 1813. szeptember 13-án, Chilpancingo városában (ma Guerrero állam fővárosa) összeült anáhuaci kongresszus vagy chilpancingói kongresszus (spanyolul Congreso de Anáhuac vagy Congreso de Chilpancingo, hivatalosan Supremo Congreso Nacional de América, azaz Legfelsőbb Amerikai Nemzeti Kongresszus) a mexikói függetlenségi háború vezetőinek testülete volt, melyben többek között megpróbálták kinyilvánítani Mexikó függetlenségét és egy alkotmányt is elfogadtak, azonban a katonai helyzet miatt döntéseiknek nem tudtak az egész ország területén érvényt szerezni.

## Története
A függetlenségi háború kirobbantója, Miguel Hidalgo y Costilla már 1810. november 15-én kiadott egy kiáltványt, melyben sürgette egyfajta kongresszus összehívását annak érdekében, hogy a felkelők kormányt alakítsanak, törvényeket hozzanak és ezáltal intézményesítsék mozgalmukat. Hidalgo korai halála után José María Morelos és Ignacio López Rayón is továbbvitte ezt a gondolatot. Elsőként Rayón cselekedett: 1811. augusztus 19-én életre hívta a zitácuarói juntát, melynek elnökévé választották, és amely ellátta volna a felkelők kormányának szerepét. Rayón hamarosan megfogalmazott egy alkotmánytervezetet, melynek számos elemével Morelos is egyetértett, ám azzal nem, hogy ismerjék el az új, független állam uralkodójának VII. Ferdinánd spanyol királyt. Lassacskán szembekerült Rayónnal két társa, José María Liceaga és José Sixto Verduzco is, ezért 1813 májusában Morelos javaslatot tett egy, a vezetőségi struktúra megreformálásának és ezáltal az ellentétek békítésének érdekében összehívott találkozó megszervezésére. Ezt a javaslatát június 28-án bővítette: már egy olyan kongresszus összehívását sürgette Chilpancingo városában, ahol a felkelők képviselői megállapodhatnak az új rendszerben és az új törvényekben. Acapulco elfoglalása után augusztus 8-án küldte szét felhívását, melyben már rögzítette a helyszínt és az időpontot (szeptember 8.) is. 31-én indult útnak Acapulcóból, útközben csatlakozott hozzá Miguel Bravo is, akivel a lakosság tapsa, éljenzése és virágeső közepette érkeztek meg Chilpancingóba.
A kongresszus hamarosan össze is ült (Rayón késése miatt csak szeptember 13-án) a település templomában (a mai Nagyboldogasszony-székesegyházban), az addig jelentéktelen Chilpancingót Morelos ez alkalomból ciudad (város) rangra emelte, sőt, ideiglenesen az új „ország” fővárosává is kinevezte. A gyűlés első napján, szeptember 13-án misét tartottak a Szentlélek tiszteletére, dr. Lorenzo Francisco de Velasco lelkesítő beszédében arra buzdította a jelenlevőket, hogy tegyék félre esetleges személyes ellentéteiket és cselekedjenek közösen a nemzet érdekében, majd Juan Nepomuceno Rosains ismertette a Morelos által megszerkesztett, 59 pontból álló működési szabályzatot. Másnap, szeptember 14-én ugyancsak Rosains olvasta fel Morelos korábban megírt Sentimientos de la Nación című irományát, melyben összefoglalta céljaikat, melyek közül a legfontosabbak Amerika (azaz Mexikó) függetlensége, a római katolikus vallás kizárólagossá tétele, a rabszolgaság eltörlése, az adók csökkentése és a jogegyenlőség voltak. Nagyban hasonlított Rayón korábbi tervéhez, de VII. Ferdinándot nem ismerte el királynak. A kongresszus tagjai megállapodtak a három hatalmi ág szétválasztásában és kijelentették: a kongresszus csak a törvényhozói feladatokat fogja ellátni.

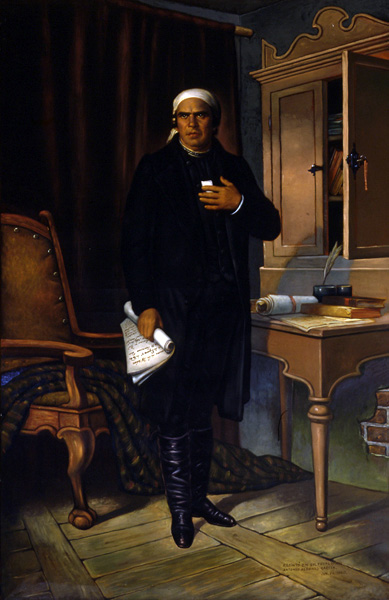
José María Morelos y Pavón, a kongresszus összehívója

Kezdetben a kongresszusnak 8 képviselője volt. Kettő (a oaxacai José María Murguía és a técpani José Manuel Herrera) népi választások útján került be, hatot (a zitácuarói junta volt elnökét, Ignacio López Rayónt, a Michoacánt képviselő José Sixto Verduzcót, a Guanajuatót képviselő José María Liceagát, a Pueblát képviselő Andrés Quintana Roót, a Méxicót képviselő Carlos María Bustamantét és a Veracruzt képviselő José María Cost) Morelos nevezett ki, utóbbi három csak a helyettes tag szerepét töltötte be. A kongresszus két titkára Cornelio Ortiz de Zárate és Carlos Enríquez del Castillo volt.
Hamarosan a oaxacai képviselő, Murguía helyébe Manuel Sabino Crespo került, 15-én pedig Morelost a végrehajtó hatalom vezetőjévé és főtábornokká nevezték ki, első titkára Juan Nepomucano Rosains, második titkára José Sotero Castañeda lett. Mariano Matamorost és Manuel Muñizt választották a sereg két altábornagyává: előbbi a központi, a déli és a keleti tartományokat irányította, utóbbi a nyugatiakat és az északiakat. Az igazságszolgáltatásért felelős testületbe 15 tagot választottak.
Morelos október 5-én kiadott egy rendelkezést a rabszolgaság eltörléséről, a kongresszus pedig november 6-án az Acta solemne de la declaración de la independencia de la América Septentrional című okiratban kikiáltotta a függetlenséget (az okiratból 1500 példányt Oaxacában ki is nyomtattattak), de a még tartó háború miatt ennek még nem tudtak érvényt szerezni.
Mivel a kongresszust a stratégiai fontosságú Valladolidban (ma: Morelia) szerették volna folytatni, december végén a felkelők csapatai megostromolták a várost, de 24-én vereséget szenvedtek Ciriaco de Llano és Agustín de Iturbide seregeitől, sőt, Puruarán mellett január 5-én ismét csapást mértek rájuk a spanyolok (ekkor fogták el például Mariano Matamorost is).
Az üldöztetés miatt a kongresszus tagjai városról városra vándoroltak, először Tlacotepecben ültek össze ismét, itt a tagok számát 16-ra emelték. A következő hónapokban számos helyen megfordultak, néha élelem és fedél nélkül, állandó fenyegetés árnyékában: eljutottak Tlalchapába, Guayameóba, Huetamóba, Tiripitíóba, Santa Efigeniába, Apatinzgánba, Tancítaróba, Uruapanba, végül októberben ismét Apatzingánba. Itt kiáltották ki 22-én Latin-Amerika egyik első alkotmányát, a Decreto Constitucional para la Libertad de la América Mexicanát, mely így az apatzingáni alkotmány nevet kapta. Szerzői között sok nevet találunk, közülük a legjelentősebbek José Manuel de Herrera, Andrés Quintana Roo, José Sotero Castañeda, Cornelio Ortiz de Zárate, Manuel Alderete és José María Ponce de León voltak, valamint természetesen Morelos korábban megfogalmazott elvei is belekerültek.
Az alkotmány elfogadásának estéjén hálaadó misét, majd táncmulatságot tartottak, Morelos pedig kijelentette, ez volt élete legboldogabb napja. A legfelsőbb végrehajtó hatalom három vezetője három José María nevű személy lett: Morelos, Liceaga és Cos.
A folytatódó háború azonban a kongresszus sorsát is megpecsételte. 1815 elején megbízták Rosainst, hogy Puebla és Veracruz térségében folytasson hadműveleteket, ő azonban súlyos vereségeket szenvedett, ezért a kongresszus tagjai körében felvetődött még kivégzésének ötlete is (erre végül nem került sor). Ősszel pedig a spanyolok elfogták és hamarosan kivégezték Morelost, ezzel nem csak a kongresszus története ért véget, hanem az egész függetlenségi háború csaknem elbukott. Morelos elfogása után egy rövid ideig még Ignacio Alas helyettesítette őt a kongresszusban, de néhány nap múlva Manuel Mier y Terán végleg feloszlatta a kongresszust.